# Marie-Ange Casta
Marie-Ange Casta (Noisy-le-Grand, 5 de julio de 1990) es una actriz y modelo francesa. Es la hermana menor de la actriz y cineasta Laetitia Casta.

## Biografía
Como modelo, Casta trabajó con reconocidas marcas como Mango, Reebok, Vichy y la compañía joyera francesa Maty, además de aparecer en la portada de importantes revistas.
En 2010 inició su carrera como actriz, apareciendo en el largometraje Mineurs 27 de Tristan Aurouet. Un año después integró el elenco de la serie de televisión Lascars y del largometraje Des vents contraires de Jalil Lespert. Tras figurar en películas como Ouvert la nuit y Celle que vous croyez y en series de televisión como Punk y Le Bœuf clandestin, logró reconocimiento internacional en 2019 al protagonizar la película policíaca Los despiadados, dirigida por Renato de Maria y estrenada en abril en la plataforma Netflix.

## Filmografía

### Largometrajes
- 2010 : Mineurs 27 de Tristan Aurouet: Déborah
- 2011 : Des vents contraires de Jalil Lespert: Justine Leblanc
- 2015 : The Lovaganza Convoy de Jean-François: Scarlette Sevier
- 2017 : Ouvert la nuit de Edouard Baer: Clara
- 2019 : Celle que vous croyez de Safy Nebbou
- 2019 : Lo spietato de Renato de Maria: Annabelle

### Cortometrajes
- 2015 : Les Exilés de Rinatu Frassati: Letizia

### Televisión
- 2011 : Lascars de Tristan Aurouet y Barthélémy Grossmann: Elsa
- 2013 : Punk de Jean-Stéphane Sauvaire: Louise
- 2013 : Le Bœuf clandestin de Gérard Jourd'hui: Leuce
- 2014 : Ceux de 14 d'Olivier Schatzky: Yvonne